# ツール・ド・フランス1914
ツール・ド・フランス1914は、ツール・ド・フランスとしては12回目の大会。1914年6月28日から7月26日まで、全15ステージ、全行程5405kmで行われた。この大会を最後に、第一次世界大戦のため1918年までツール・ド・フランスは中止され、1919年に再開する。

## レース概要
第1ステージで早くも総合首位に立った前年の覇者、フィリップ・ティスは、その後の山岳ステージでも他を圧倒。第9ステージ時点では2位に44分30秒の差をつけ、楽勝ムードが漂っていた。
ところが第14ステージにおいて、規則違反のホイールを使用していたとして30分のペナルティが課せられ、追撃に出ていた総合2位のアンリ・ペリシエとの差は一気に1分50秒差にまで縮まった。最終第15ステージ、大逆転を狙うペリシエは今大会3度目の区間優勝を果たしたが、ティスも何とかペリシエと同タイムとなる区間3位に食い込み、史上2人目の大会2連覇を達成した。

## 総合成績
| 順位 | 選手名                     | 国籍           | 時間            |
| ---- | -------------------------- | -------------- | --------------- |
| 1    | フィリップ・ティス         | ベルギー       | 200時間28分48秒 |
| 2    | アンリ・ペリシエ           | フランス       | +1分50秒        |
| 3    | ジャン・アラヴォワーヌ     | フランス       | +36分53秒       |
| 4    | ジャン・ロシユ             | ベルギー       | +1時間57分05秒  |
| 5    | ギュスタヴ・ガリグー       | フランス       | +3時間00分21秒  |
| 6    | エミール・ジョルジュ       | フランス       | +3時間20分59秒  |
| 7    | アルフォンス・スピーセンス | ベルギー       | +3時間53分55秒  |
| 8    | フィルマン・ランボー       | ベルギー       | +5時間08分54秒  |
| 9    | フランソワ・ファベール     | ルクセンブルク | +6時間15分53秒  |
| 10   | ルイ・ウースガン           | ベルギー       | +7時間49分02秒  |

### 総合首位者
| 選手名             | 国籍     | 首位区間 |
| ------------------ | -------- | -------- |
| フィリップ・ティス | ベルギー | 全区間   |
| ジャン・ロシユ     | ベルギー | 第2-第4  |